# Laguneros de La Comarca
Los Laguneros de La Comarca es un equipo de la Liga Nacional de Baloncesto Profesional con sede en Torreón, Coahuila, México.

## Historia
Los Laguneros de La Comarca debutaron en la temporada 2018-2019.

## Gimnasio
Los Laguneros de La Comarca juegan en el Auditorio Municipal de Torreón con una capacidad para 4,363 aficionados.